# Distretto di Bajangov'
Il distretto di Bajangov' è uno dei venti distretti (sum) in cui è suddivisa la provincia di Bajanhongor, in Mongolia. Conta una popolazione di 2.703 abitanti (censimento 2006). 